# Вилхелм II (Бургундия)
Вижте пояснителната страница за други личности с името Вилхелм II.
Вилхелм II Немски (на френски: Guillaume II de Bourgogne dit l'Allemand; * ок. 1075, † януари 1125) от династията Бургундия-Иврея, е граф на Макон и Бургундия (1097 – 1125).

## Живот
Той е единствен син на Райналд II († 1097) и на Регина от Олтиген († сл. 1097), дъщеря на граф Куно I от Олтинген и дъщерята на граф Гизелберт от Люксембург (Вигерихиди). Неговият чичо Ги дьо Виен става през 1119 г. папа като Каликст II.
Вилхелм II наследява баща си през 1097 г., когато Райналд II умира в Първия кръстоносен поход. Първоначално като регент на Вилхелм II управлява чичо му по баща, граф Стефан I. През това време Вилхелм расте при семейството на майка си в Юра и затова е наричан „Немски“. След като през 1101 г. чичо му тръгва на кръстоносен поход в Светите земи, Вилхелм поема самостоятелно управлението на своето наследство.
Той наследява от майка си Солотурн и Барген в Швейцария. Привърженик на император Хайнрих IV, по-късно той преминава на страната на Лотар III от Суплинбург против император Хайнрих V.
Вилхелм е убит от своите васали, понеже го смятали за повлиян от дявола, след като ограбил множество църкви.

## Фамилия
Вилхелм II е женен за Агнес фон Райнфелден († 1111), дъщеря на херцог Бертхолд II от Церинген и Аделхайд Торинска. Те имат син:
- Вилхелм III Детето (* 1110, † 1 март 1127, убит при атентат).